# Dwight H. Green

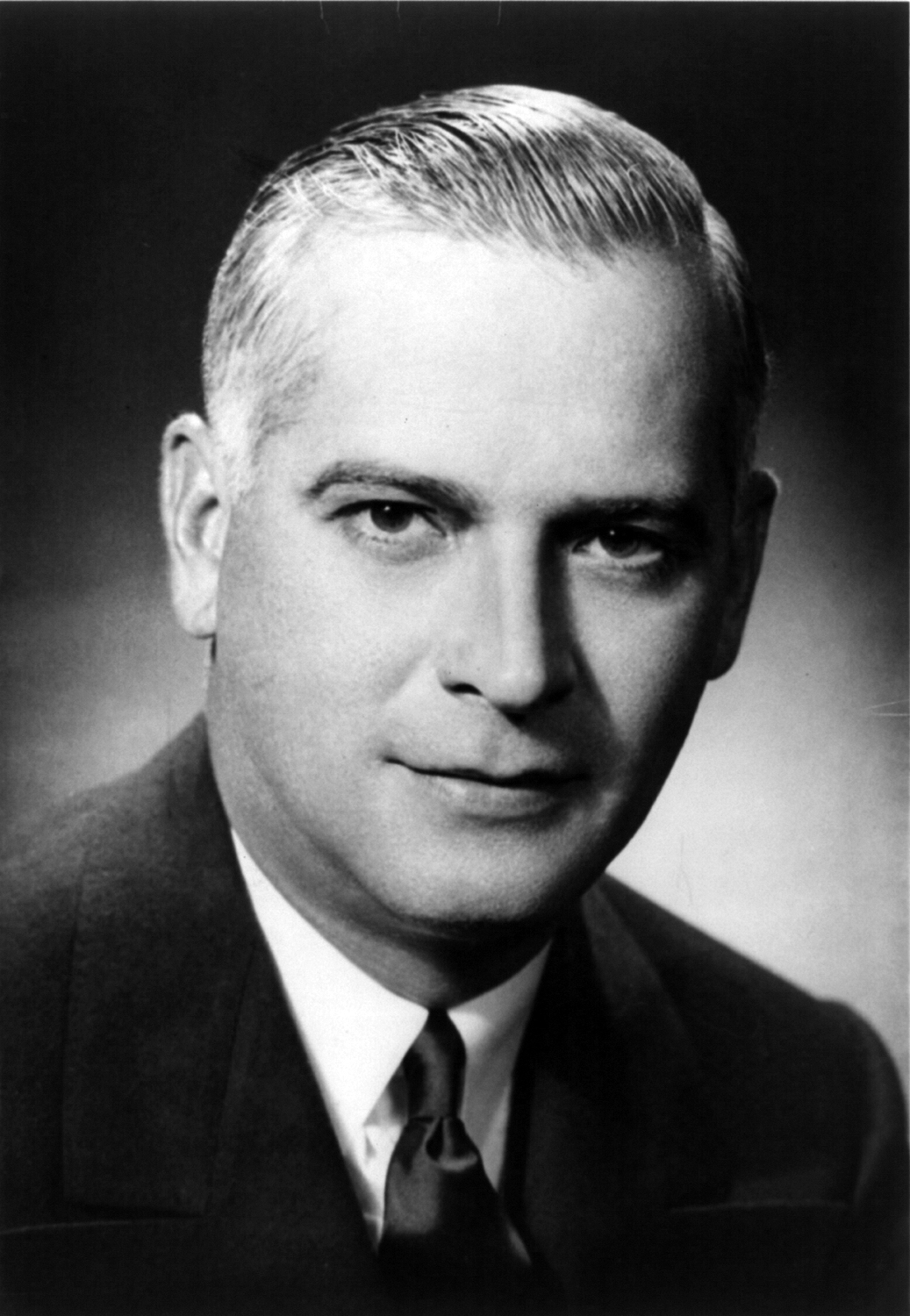
Dwight H. Green.

Dwight Herbert Green, född 9 januari 1897 i Noble County, Indiana, död 20 februari 1958, var en amerikansk republikansk politiker. Han var guvernör i delstaten Illinois 1941–1949.
Green deltog i första världskriget i USA:s armé. Han gifte sig 1926 med Mabel Victoria Kingston och paret fick två döttrar. Green studerade juridik vid University of Chicago och blev känd som en av fem åklagare i fallet Al Capone. Maffiabossen fälldes för skattebrott i den beryktade rättegången i en federal domstol.
Green kandiderade 1939 till borgmästare i Chicago men förlorade mot demokraten Edward Joseph Kelly. I och med att motståndet mot New Deal växte i Illinois ökade stödet för republikanerna och Green vann 1940 års guvernörsval. Han omvaldes till en andra mandatperiod fyra år senare. Han kandiderade till en ytterligare mandatperiod men förlorade 1948 års guvernörsval mot demokraten Adlai Stevenson.
Greens grav finns på Rosehill Cemetery i Chicago.